# 德弗羅爾島
德弗羅爾島（英語：Deverall Island），是南極洲的島嶼，位於沙克爾頓海岸，處於博蒙特灣東北面，由新西蘭探險隊命名，該島嶼現時由南極條約體系管理。